# Agorius saaristoi
Agorius saaristoi là một loài nhện trong họ Salticidae.
Loài này thuộc chi Agorius. Agorius saaristoi được Jerzy Prószyński miêu tả năm 2009.